# Bollmannia litura
Bollmannia litura är en fiskart som beskrevs av Ginsburg, 1935. Bollmannia litura ingår i släktet Bollmannia och familjen smörbultsfiskar. Inga underarter finns listade.